# GET WILD LIFE
「GET WILD LIFE」（ゲット・ワイルド・ライフ）は、男性4人組ダンスユニットLeadが2003年12月3日に発売した5枚目のシングルである。

## 概要
メンバーが出演した映画『かまち』の主題歌。
初回封入特典はLead 2003 ウィンターキャンペーン応募ハガキ、トレーディングカード1枚（全5種）、Lead壁紙・待ち受け画面がダウンロードできるURL掲載。

## 収録曲
1. GET WILD LIFE
（作詞、作曲、編曲：田村信二 / ラップ詞：KATSU）
2. Field of Soul
（作詞：稲葉エミ / 作曲、編曲：深沼元昭）
3. GET WILD LIFE (Instrumental)
4. Field of Soul (Instrumental)